# Bharat Heavy Electricals Limited
Bharat Heavy Electricals Limited (сокр. BHEL) — индийская государственная инженерно-производственное компания, расположенная в Нью-Дели. Находится в собственности Министерства тяжелой промышленности и государственных предприятий Правительства Индии. Является крупнейшим в Индии производителем оборудования для производства электроэнергии.

## История
После обретения независимости в 1947 году Индии необходимо было развивать инфраструктуру, прежде всего обеспечить производство электроэнергии и доступ к ней предприятий и населения. С этой целью в 1955 году Индия заключила договор с британской Ассоциацией электротехнической промышленности (англ.) о создании в городе Бхопал завода по производству электрооборудования. Этот завод получил название Heavy Electricals (India) Limited. Однако потребность в электроэнергии росла опережающим темпом и Парламент Индии принял решение о достижении объёма производства электроэнергии в 100 000 МВт до конца века. После этого решения были открыты ещё три предприятия:
- по производству котлов высокого давления в Тируччираппалли
- по производству паровых турбогенераторов, компрессоров и насосов высокого давления в Хайдарабаде — совместно с Чехословакией
- по созданию больших паровых турбоагрегатов и двигателей, а также гидроагрегатов, включая турбины и генераторы в Харидваре — совместно с СССР.

Для управления этими тремя площадками Правительство Индии 13 ноября 1964 года основало государственную компанию Bharat Heavy Electricals Limited. В 1974 году BHEL объединили с созданной ранее Heavy Electricals (India) Limited. Предприятия начали выпускать продукцию во второй половине 1960-х годов.
В 1980-е годы компания обладала передовыми технологиями в области тиристоров. В 1991 году BHEL была преобразована в публичную компанию. Со временем компания стала производить различное электрическое, электронное и механическое оборудование для различных секторов промышленности, включая преобразование и транспортировку электроэнергии, нефтегазовую промышленность и другие смежные отрасли. Однако основная часть доходов компании по-прежнему поступает от продажи оборудования для выработки электроэнергии, такого как турбины и котлы. По состоянию на 2017 год оборудование, поставленное BHEL, составляло около 55 % от общей установленной мощности по выработке электроэнергии в Индии. Компания также поставляет электрические локомотивы для индийских железных дорог, военное оборудование, такое как военно-морские пушки Super Rapid Gun Mount (SRGM), производимые в партнерстве с подразделением Министерства обороны Индии Ordnance Factory Board (англ.), и тренажеры для вооруженных сил Индии.

## Деятельность

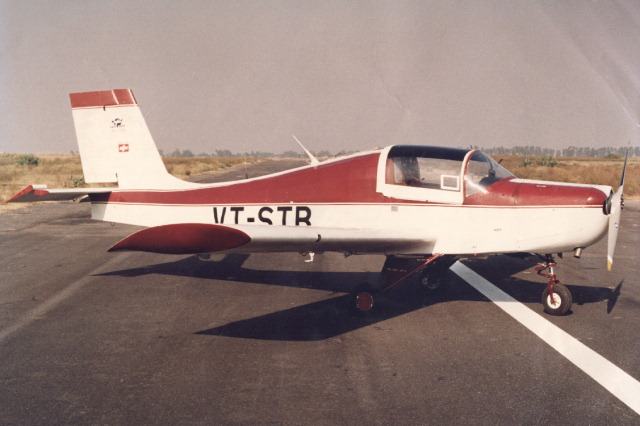
Двухместный учебно-тренировочный самолёт Bharat Swati производства BHEL

BHEL занимается проектированием, инжинирингом, производством, строительством, испытаниями, вводом в эксплуатацию и обслуживанием широкого спектра продуктов, систем и услуг для основных секторов экономики: энергетики, передачи электроэнергии, промышленности, транспорта, возобновляемых источников энергии, нефте- и газодобычи и армии.
Компания имеет сеть из 17 производственных подразделений, 2 ремонтных подразделения, 4 региональных офиса, 8 сервисных центров, 8 зарубежных офисов, 15 региональных центров, 7 совместных предприятий и инфраструктуру, позволяющую выполнять более 150 проектов на площадках по всей Индии и за рубежом. Компания может поставлять энергетическое оборудование мощностью до 20 000 МВт в год для удовлетворения растущего спроса на оборудование для выработки электроэнергии.
В 2015—2016 годах BHEL была лидером электроэнергетического рынке Индии с долей 74 %. Повышенное внимание к выполнению проектов позволило BHEL зафиксировать самый высокий уровень ввода / вывода в эксплуатацию 15059 МВт электростанций на внутреннем и международном рынках в 2015—2016 годах, что на 59 % больше, чем в 2014—2015 годах. При рекордно высоком уровне ввода в эксплуатацию 15000 МВт за один год 2015—2016 финансовый год компания BHEL превысила суммарно 170 ГВт установленной мощности генерирующего оборудования.
Кроме того, более 40 лет компания экспортирует свою продукцию и услуги в энергетическом и промышленном сегментах. Глобальные связи BHEL есть более чем в 76 странах на всех континентах. Совокупная установленная мощность электростанций BHEL за рубежом превышает 9000 МВт в 21 стране, включая Малайзию, Оман, Ирак, ОАЭ, Бутан, Египет и Новую Зеландию. Компания занимается заграницей от проектов под ключ до послепродажного обслуживания.

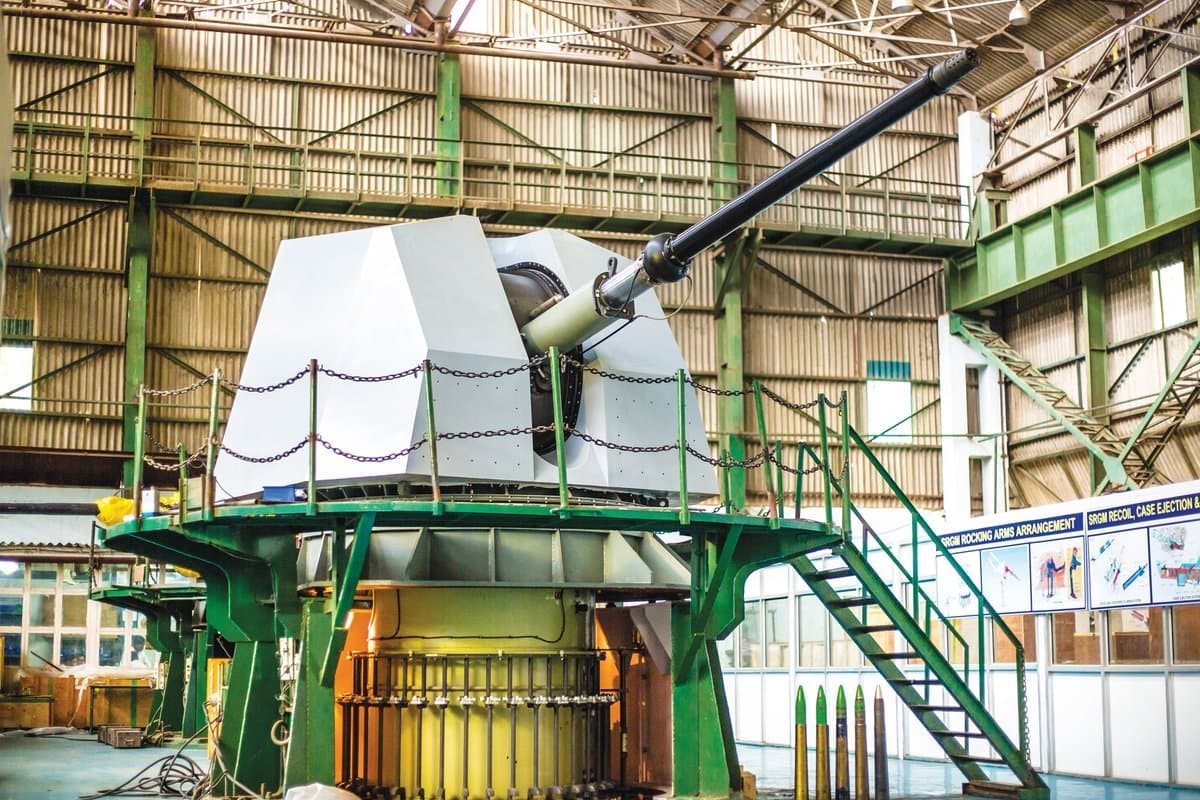
Морское орудие Super Rapid Gun Mount (SRGM) 76/62 производства BHEL

## Инициативы
Инвестиции BHEL в исследования и разработки являются одними из крупнейших в корпоративном секторе Индии.
В 2012—2013 годах компания инвестировала около 1252 крор рупий в исследования и разработки, что соответствует почти 2,5 % от оборота компании, уделяя особое внимание разработке новых продуктов и систем, а также усовершенствованию существующих продуктов. По оценке капитал в виде прав интеллектуальной собственности BHEL вырос за год на 21,5 %, достигнув в общей сложности 2170.
Подразделение НИОКР в Хайдарабаде ведёт исследовательскую работу в ряде областей, важных для ассортимента продукции BHEL. Группы исследований и разработки продукции для каждой группы продукции в производственных подразделениях играют взаимодополняющую роль. Компания BHEL создала центры передового опыта в области симуляторов, вычислительной гидродинамики, машин с постоянными магнитами, проектирования поверхностей, динамики машин, Центра интеллектуальных машин и робототехники, компрессоров и насосов, Центра нанотехнологий, Лаборатории сверхвысоких напряжений при корпоративных исследованиях и разработках; Центр передового опыта по гидромашинам в Бхопале; Силовая электроника, IGBT и технология контроллеров в Подразделении электроники, Бангалор, и Центре передовых производственных технологий и исследований угля в Тиручираппалли.
BHEL учредила четыре специализированных института, а именно: Исследовательский институт сварки (WRI) в Тируччираппалли, Технологический институт керамики (CTI) в Бангалоре, Центр электрической тяги (CET) в Бхопале и Исследовательский институт по контролю за загрязнениями (PCRI) в Гурдваре. Завод солнечных батарей на основе аморфного кремния в Гургаоне занимается исследованиями и разработками в области применения фотоэлектрических панелей.
BHEL — одна из четырех индийских компаний и единственное индийское предприятие государственного сектора, фигурирующее в «Global Innovation 1000» от Booz & Co. (англ.), списке из 1000 публичных компаний, которые являются крупнейшими инвесторами в НИОКР в мире.

## Критика
Компания BHEL выбрана для строительства угольной электростанции в Рампале (англ.) мощностью 1340 МВт в подокруге Рампал (англ.), Бангладеш, недалеко от самого большого в мире мангрового леса Сундарбан. Электростанция построена бангладешско-индийской компанией Friendship Power Company Pvt. Limited — совместным предприятием индийской государственной компании NTPC Limited (англ.) и подразделением бангладешского правительства Bangladesh Power Development Board (англ.). Проект подвергся критике за воздействие на окружающую среду и потенциальный ущерб самому большому мангровому лесу в мире. В 2017 году Государственный пенсионный фонд Норвегии исключил BHEL из своего инвестиционного портфеля из-за опасений по поводу угольной электростанции в Рампале.